# Палата Јелегин
Палата Јелегин или Јелагинска палата (рус. Елагин дворец; такође Иелагински или Иелагиноостровски Дворетс) је паладијанска вила на Јелагином острву у Санкт Петербургу, која је служила као краљевска летња палата за време владавине Александра I. Вилу је за Александрову мајку, Марију Фјодоровну, пројектовао архитекта Карло Роси. Саграђена је 1822. године на месту ранијег дворца изграђеног за време владавине Катарине Велике . Кућа је уништена током Другог светског рата, али је обновљена и тренутно је у њој музеј.
Острво северно од царске руске престонице је именовано по бившем власнику Ивану Јелагину (1725–1794), блиском савезнику Катарине II. Прву вилу на овом месту можда је дизајнирао Ђакомо Кваренги.
Јелагин је био фасциниран идејом добијања злата из обичних материјала и повукао се у вилу ради свог тајновитог истраживања алхемије. Јелагин је позвао грофа Калиостра да му помогне у овим активностима, али је побегао са острва након што га је Јелагинов секретар ударио у лице.
Након што је удова царица Марија Фјодоровна изјавила да је престара за свакодневна путовања у тако удаљене резиденције као што су палата Павловск и палата Гатчињски, њен син Александар I купио је имање од Јелагинових наследника и замолио Карла Росија да преуреди вилу. Раскошне неокласичне ентеријере украсили су Ђовани Батиста Скоти, Василиј Демут-Малиновски и Степан Пименов.
После смрти Марије Фјодоровне, палата је дуго остала пуста. Николај II га је дао у закуп својим премијерима као што су Сергеј Вите, Петар Столипин и Иван Горемикин. У јуну 1908. Столипин је живео у крилу Јелагинове палате; јула 1914. године тамо се састао и Министарски савет под вођством Ивана Горемикина.
Бољшевици су дворски комплекс претворили у „музеј старог начина живота“. У опсади Лењинграда оштећена је гранатом и изгорела је до темеља.
Зграда је обновљена 1950-их са циљем да служи као одмаралиште за раднике. Од 1987. године у палати се чува колекција уметничких предмета из 18. и 19. века, посебно драгоценог стакленог посуђа. Улаз чувају две скулптуре лавова, инспирисане лавовима Медичи у Фиренци.